# Мульоланд, Розана
Розана Мульоланд (Розана Малхолланд) (порт. Rosanne Santos Mulholland, 31 декабря 1980, Бразилиа) — бразильская киноактриса.

## Биография
Отец — психолог, бывший ректор университета Бразилиа, уроженец США Тимоти Малхолланд. С 12 лет выступала на театральной сцене. Училась на факультете психологии в Университетском центре Бразилиа. В театре выступала в пьесах Шекспира (Ромео и Джульетта), Лорки (Дом Бернарды Альба). В кино, где работает с 2002, до фильма Крашеная блондинка снималась под именем Розанна Холланд. После роли в этом фильме была названа новой звездой бразильского кино.

## Избранная фильмография
- 2007: Мой мир под угрозой/ Meu Mundo em Perigo (Жозе Эдуарду Белмонти)
- 2007: Имя собственное/ Nome Próprio (Мурилу Саллес)
- 2007: Магната/ O Magnata (Джонни Араужу)
- 2007: Крашеная блондинка/ Falsa Loura (Карлос Рейшенбах, премия жюри бразильского фестиваля Contigo Cinema лучшей актрисе)
- 2008: Беллини и демон/ Bellini e o Demônio (Марселу Галван)
- 2010: Наш очаг / Astral City: A Spiritual Journey (Вагнер де Ассис)
- 2011:АУН — начало и конец всех вещей/ AUN: The Beginning and the End of All Things (Эдгар Хонечлегер)